# 金川镇 (新干县)
金川镇，位于江西省新干县。历史悠久，自隋文帝设县治镇以来，有1410余年历史，现为江西省吉安市新干县人民政府所在地，全县政治、经济、文化、交通中心。全镇总面积141.8平方公里，全镇辖13个行政村和5个居委会，总人口6.9万人，其中农业人口1.5万余人。

## 历史沿革
自隋开皇十年（590）起，即为县政府驻地，赣江新淦段，谓“金川”，又拆“淦”字为“金川”二字而得名。
清末，境域属三都。1912年后为第一区。1984年改设恢复金川镇，辖原金川公社范围。2001年12月3日撤销塘头镇，并入金川镇。
目前镇政府驻地在原塘头镇镇区。

## 行政区划
现辖：
善政社区、中山社区、滨阳社区、城南社区、城北社区、文昌社区、湄湘社区、何家山社区、金川村、水磨村、灌溪村、瓦桥村、塘头村、庙前村、桁桥村、长港村、十里村、路口村和文家村。

## 交通
- 京九铁路：新干站

## 名人
- 中国古代四大贤母之一陶侃之母。
- 练子宁。
- 中共领导人习仲勋的祖籍地位于该镇华成门村[3][4]，今金川镇塘头（原塘头镇）华城门村（原塘头村）习家。